# Sparganothis bistriata
Sparganothis bistriata es una especie de polilla del género Sparganothis, categorizada en la tribu Sparganothini, de la subfamilia Tortricinae.
Fue descrita por Kearfott en 1907 y publicada en Trans. Am. ent. Soc. 33: 67.

## Distribución
Se distribuye por América del Norte: Estados Unidos, en el estado de Florida.